# Liste der Weihbischöfe in Meißen
Die Liste der Weihbischöfe in Meißen nennt die Weihbischöfe des Bistums Meißen. Sie waren dem Meißner Bischof, heute dem Bischof von Dresden-Meißen, zur Seite gestellt. Als Titularbischöfe wurden sie auf ein nicht mehr existierendes Bistum geweiht. Einige Weihbischöfe waren auch Weihbischöfe im benachbarten Naumburg. 
| Name                                                                | Amtszeit       | Anmerkung                                                                            |
| ------------------------------------------------------------------- | -------------- | ------------------------------------------------------------------------------------ |
| Franko OP                                                           | 1352–1380      | Titularbischof von Lerus                                                             |
| Johannes                                                            | 1380–1381      | Titularbischof von Maieria (?)                                                       |
| Nikolaus Plate von Jüterbog OCist                                   | 1381–1391      | Titularbischof von Constantia in Phoenicia, auch Weihbischof in Cammin und Magdeburg |
| Nikolaus                                                            | 1392–1421      | Titularbischof von Cathosia                                                          |
| Heinrich Holle(y)ben OP                                             | 1422           | Titularbischof von Cathosia                                                          |
| Nikolaus                                                            | ab 1424        | Titularbischof von Gardina                                                           |
| Augustinus                                                          | nach 1427–1445 | Titularbischof von Thalona                                                           |
| Johannes Erler                                                      | 1432–1469      | Titularbischof von Gardar, auch Weihbischof in Breslau                               |
| Heinrich Ribegerste OFM                                             | 1447           | Titularbischof von Dionysiopolis                                                     |
| Andreas                                                             | 1485–1487      | Titularbischof von Cythera                                                           |
| Peter Heller OT                                                     | 1488–1498      | Titularbischof von Cythera                                                           |
| Johannes Fischer OP                                                 | 1498–1510      | Titularbischof von Milo, auch Weihbischof in Merseburg und Naumburg                  |
| Bartholomäus Höne CanA                                              | 1510–1517/1518 | Titularbischof von Callipolis, auch Weihbischof in Naumburg                          |
| Bistum Meißen 1921 wiedererrichtet, seit 1980 Bistum Dresden-Meißen |                |                                                                                      |
| Georg Weinhold                                                      | 1973–2008      | Titularbischof von Idicra                                                            |